# Lajkovac (wieś)
Lajkovac (cyr. Лајковац) – wieś w Serbii, w okręgu kolubarskim, w gminie Lajkovac. W 2011 roku liczyła 2107 mieszkańców.